# Discografia di Venerus
La discografia de Venerus, cantautore, produttore discografico e polistrumentista italiano, è costituita da due album in studio, uno dal vivo, una colonna sonora, due EP, quindici singoli e undici video musicali (inclusi quelli come artista ospite), pubblicati dal 2018.

## Album

### Album in studio
| Anno | Titolo | Classifiche | Certificazioni |
| Anno | Titolo | ITA         | Certificazioni |
| ---- | --- | ----------- | -------------- |
| 2021 | Magica musica - Pubblicato: 19 febbraio 2021 - Etichetta: Asian Fake, Sony Music - Formati: CD, MC, 2 LP, download digitale, streaming | 4           | - ITA: Oro     |
| 2023 | Il segreto - Pubblicato: 9 giugno 2023 - Etichetta: Warner Music Italy - Formati: CD, download digitale, LP, streaming                 | 17          |                |

### Album dal vivo
| Anno | Titolo |
| ---- | --- |
| 2021 | Magica musica Tour 2021 - Pubblicato: 17 dicembre 2021 - Etichetta: Asian Fake, Sony Music - Formati: 2 LP, download digitale, streaming |

### Colonne sonore
- 2024 – Race for Glory: Audi vs. Lancia

## Extended play
| Anno                                                         | Titolo | Classifiche |
| Anno                                                         | Titolo | ITA         |
| ------------------------------------------------------------ | --- | ----------- |
| 2018                                                         | A che punto è la notte - Pubblicato: 16 novembre 2018 - Etichetta: Asian Fake - Formati: 12", download digitale, streaming | —           |
| 2019                                                         | Love Anthem - Pubblicato: 10 maggio 2019 - Etichetta: Asian Fake, Sony Music - Formati: 12", download digitale, streaming  | 18          |
| "—" indica una pubblicazione non classificata in quel paese. | |             |

## Singoli
| Anno                                                         | Titolo                                 | Classifiche | Certificazioni     | Album di provenienza   |
| Anno                                                         | Titolo                                 | ITA         | Certificazioni     | Album di provenienza   |
| ------------------------------------------------------------ | -------------------------------------- | ----------- | ------------------ | ---------------------- |
| 2018                                                         | Non ti conosco                         | —           |                    | /                      |
| 2018                                                         | Dreamliner                             | —           |                    | /                      |
| 2018                                                         | Sindrome (feat. Mace)                  | —           |                    | A che punto è la notte |
| 2018                                                         | Senza di me (con Gemitaiz e Franco126) | 9           | - ITA: Platino (3) | QVC8                   |
| 2019                                                         | Love Anthem No. 1                      | —           | - ITA: Oro         | Love Anthem            |
| 2019                                                         | Abra (con Darrn)                       | —           |                    | Chimica                |
| 2020                                                         | Canzone per un amico                   | —           |                    | Magica musica          |
| 2021                                                         | Ogni pensiero vola                     | 81          |                    | Magica musica          |
| 2021                                                         | Appartamento (con Frah Quintale)       | —           |                    | Magica musica          |
| 2021                                                         | Brazil                                 | —           |                    | Magica musica          |
| 2022                                                         | Resta qui                              | —           |                    | Il segreto             |
| 2023                                                         | Sai che c'è?                           | —           |                    | Il segreto             |
| 2023                                                         | Il tuo cane                            | —           |                    | Il segreto             |
| 2025                                                         | Ti penso                               | —           |                    | /                      |
| 2025                                                         | Felini (con Marco Castello)            | —           |                    | /                      |
| "—" indica una pubblicazione non classificata in quel paese. |                                        |             |                    |                        |

## Collaborazioni
| Anno                                                         | Titolo                                                  | Classifiche | Certificazioni | Album di provenienza    |
| Anno                                                         | Titolo                                                  | ITA         | Certificazioni | Album di provenienza    |
| ------------------------------------------------------------ | ------------------------------------------------------- | ----------- | -------------- | ----------------------- |
| 2019                                                         | Radiostella (Frenetik&Orang3 feat. Venerus)             | —           |                | Scatola nera            |
| 2019                                                         | Che ore sono (Gemitaiz e MadMan feat. Venerus)          | 18          |                | Scatola nera            |
| 2021                                                         | Colpa tua (Mace feat. Venerus e Gué Pequeno)            | 13          | - ITA: Oro     | OBE                     |
| 2021                                                         | Dal tramonto all'alba (Mace feat. Venerus e Gemitaiz)   | 12          | - ITA: Oro     | OBE                     |
| 2021                                                         | Non vivo più sulla terra (Mace feat. Rkomi e Venerus)   | 19          |                | OBE                     |
| 2021                                                         | Senza fiato (Mace feat. Venerus e Joan Thiele)          | 43          | - ITA: Oro     | OBE                     |
| 2021                                                         | Casa nuova (Massimo Pericolo feat. Venerus e Nic Sarno) | 23          |                | Solo tutto              |
| 2021                                                         | Guerriero (Don Joe feat. Marracash e Venerus)           | 63          |                | Milano soprano          |
| 2022                                                         | Ogni volta (Gemitaiz feat. Venerus)                     | 73          |                | Eclissi                 |
| 2022                                                         | Quando arriva la notte (Elisa feat. Venerus e Mace)     | —           |                | Back to the Future Live |
| 2024                                                         | Let it go (Stabber feat. Venerus e Miraa May)           | —           |                | Trueno                  |
| 2024                                                         | La guerra (Mace feat. Frah Quintale e Venerus)          | 79          |                | Māyā                    |
| 2024                                                         | Ossigeno (Mace feat. Venerus)                           | —           |                | Māyā                    |
| "—" indica una pubblicazione non classificata in quel paese. |                                                         |             |                |                         |

## Video musicali
| Anno | Titolo            | Regista/i           |
| ---- | ----------------- | ------------------- |
| 2018 | Non ti conosco    | Marcello Rotondella |
| 2018 | Dreamliner        | Andrea Cleopatria   |
| 2018 | Sindrome          | Andrea Cleopatria   |
| 2018 | Senza di me       | Fabrizio Conte      |
| 2019 | Love Anthem No. 1 | Giorgio Nasti       |
| 2021 | Appartamento      | Andrea Cleopatria   |
| 2022 | Resta qui         | Andrea Cleopatria   |
| 2023 | Sai che c'è?      | Andrea Cleopatria   |
| 2023 | Il tuo cane       | Andrea Cleopatria   |
| 2025 | Ti penso          | Andrea Cleopatria   |
| 2025 | Felini            | Andrea Cleopatria   |